# Sielsowiet gatiszczeński
Sielsowiet gatiszczeński (ros. Гатищенский сельсовет) – jednostka administracyjna (osiedle wiejskie) wchodząca w skład rejonu wołowskiego w оbwodzie lipieckim w Rosji.
Centrum administracyjnym sielsowietu jest wieś (ros. село, trb. sieło) Gatiszcze.

## Geografia
Powierzchnia sielsowietu wynosi 55,37 km².

## Historia
Status i granice sielsowietu zostały określone ustawami obwodu lipieckiego nr 114 i nr 126 z roku 2004.

## Demografia
W 2018 roku sielsowiet zamieszkiwało 564 mieszkańców.

## Miejscowości
W skład sielsowietu wchodzą miejscowości: Gatiszcze, Pikałowo.